# Gau de Westfàlia del Sud
El Gau de Westfàlia del Sud (Gau Westfalen-Süd) va ser una divisió administrativa de l'Alemanya nazi de 1933 a 1945 a la part meriodional de la província prussiana de Westfàlia. De 1931 a 1933, era la subdivisió regional del partit nazi en aquesta zona. Abans d'això havia format part del Gau del Ruhr.
El sistema nazi de Gau (en plural Gaue) va ser establert originalment en una conferència del partit, el 22 de maig de 1926, per tal de millorar l'administració de l'estructura del partit. A partir de 1933, després de la presa de poder nazi, els Gaue va reemplaçar cada vegada més als estats alemanys com a subdivisions administratives a Alemanya.
Al capdavant de cada Gau es va situar un Gauleiter, una posició cada vegada més poderosa, especialment després de l'esclat de la Segona Guerra Mundial, amb poca interferència des de dalt. El Gauleiter local sovint ocupava càrrecs governamentals i de partit, i s'encarregava, entre altres coses, de la propaganda i la vigilància i, a partir de setembre de 1944, el Volkssturm i la defensa de la Gau.
La posició de Gauleiter a Westfàlia del Sud va ser ocupada per Josef Wagner de 1931 a 1941, seguit de Paul Giesler de 1941 a 1943 i Albert Hoffmann de 1943 a 1945. Wagner va ser destituït de la seva posició de Gauleiter el 1941 i expulsat del Partit Nazi. Arrestat per la Gestapo el 1944 va morir al maig de 1945 en circumstàncies poc clares. Giesler, un membre ben connectat de la jerarquia superior de l'Alemanya nazi, va ocupar diversos alts càrrecs durant l'època, l'últim dels quals va ser el ministre de l'Interior alemany en els últims dies de la guerra. Va estar involucrat en la repressió de la resistència alemanya i, després d'un intent de suïcidi fracassat, va ser assassinat pel seu ajudant el 8 de maig de 1945. Hoffmann, l'últim Gauleiter de Westfàlia del Sud, va anar a l'oposició inicialment després de la guerra. Detingut a l'octubre de 1945, va ser cridat com a testimoni en diversos judicis i empresonat durant gairebé cinc anys. Va morir a Alemanya Occidental el 1972 després d'una reeixida carrera empresarial, sense càrrecs de crims comesos durant l'època nazi.

## Gauleiters
- 1931-1941: Josef Wagner
- 1941-1943: Paul Giesler
- 1943-1945: Albert Hoffmann